# Tenuipalpus granati
Tenuipalpus granati är en spindeldjursart som beskrevs av Sayed 1946. Tenuipalpus granati ingår i släktet Tenuipalpus och familjen Tenuipalpidae. Inga underarter finns listade i Catalogue of Life.